# The Dream (balletto)
The Dream è un balletto di un atto coreografato da Sir Frederick Ashton su musiche di Felix Mendelssohn riadattate da John Lanchbery. Basato su Sogno di una notte di mezza estate, il balletto debuttò alla Royal Opera House il 2 aprile 1964 come parte di un trittico composto anche dall'Amleto coreografato da Robert Helpmann e Images of Love di Kenneth MacMillan.

## Storia
Il balletto fu commissionato per festeggiare il quattrocentesimo anniversario della nascita di Shakespeare, anche se Ashton apportò alcune modifiche alla commedia shakespeariana, eliminando la trama secondaria di Teseo e Ippolita e la rappresentazione di Piramo e Tisbe, concentrandosi invece solo sui quattro amanti ateniesi che girano per il bosco. Inoltre Ashton spostò l'ambientazione della Grecia classica alla Londra vittoriana.
Gli interpreti principali del balletto in occasione del debutto assoluto furono: Antoinette Sibley (Titania), Anthony Dowell (Oberon), Keith Martin (Puck), Alexander Grant (Bottom), Carole Needham (Helena), Vergie Derman (Hermia), David Drew (Demetrius) e Derek Rencher (Lysander).

## Trama
Il rapporto tra quattro giovani Ateniesi, un tempo grandi amici, è ora in crisi: Ermia è innamorata di Lisandro, ma suo padre vuole che sposi Demetrio; il promesso sposo era precedentemente innamorato di Elena, che lo ricambia ancora anche se Demetrio ha resto Ermia l'oggetto del suo amore. Ermia e Lisandro fuggono da Atene ed Elena avverte Demetrio della fuga della promessa, sperando di riconquistarlo il suo amore. Demetrio allora parte all'inseguimento di Ermia e Lisandro, seguito a sua volte da Elena.
Nella foresta fuori Atene, Oberon, re delle fate, litiga furiosamente con la moglie Titania, dato che entrambi vogliono lo stesso giovane indiano nel loro seguito. Oberon decide di punire Titania per la sua insolenza e manda il suo servo, il folletto Puck, a cercare una viola del pensiero: la rugiada del fiore, versata negli occhi di Titania dormiente, la farà innamorare della prima persona che vedrà al suo risveglio.
Nella foresta si trova anche una compagnia di attori amatoriali che stanno facendo le prove per una commedia: Puck usa la magia per dare a uno di loro, Bottom, una testa di asino e fa in modo che Titania al suo risveglio trovi la strana creatura e se ne innamori follemente. Intanto Oberon si interessa ai quattro giovani ateniesi e ordina a Puck di far sì che Demetrio si innamori nuovamente di Elena. Ma Puck combina un guaio e la situazione si complica quando fa erroneamente innamorare sia Demetrio che Lisandro di Elena. Alla fine Oberon risolve la situazione, Ermia e Lisandro tornano insieme, così come Demetrio ed Elena, e Titania si riappacifica con il marito.